# کامو سریزاوا
سریزاوا کامو (به ژاپنی: 芹沢 鴨 Serizawa Kamo); ۲ سپتامبر ۱۸۲۶ – ۳۰ اکتبر ۱۸۶۳) یک سامورایی و یکی از فرماندهان ارشد شینسنگومی اهل ژاپن بود. او مردی بود که به همراه کوندو ایسامی به عنوان رئیس شینسنگومی خدمت می‌کرد و اهل قلمرو میتو (شهر میتوی امروزی، استان ایباراکی) بود.
در روزهای اولیهٔ شینسنگومی، رهبر آن به عنوان مدیر ارشد بود. او به خاطر رفتار نامتعارفش در کیوتو و مرگ نابهنگامش که توسط یکی از رفقایش ترور شد، شناخته می‌شود، اما نیمه اول زندگی‌اش قبل از پیوستن به روشیگومی، گروهی از سامورایی‌های بدون ارباب که توسط شوگون‌سالاری ادو برای حفظ صلح در کیوتو استخدام شده بودند، در هاله‌ای از ابهام قرار دارد. همچنین گفته می‌شود که او شمشیرزن ماهری بوده و کوندو ایسامی و هیجیکاتا توشیزو نیز اقدامات دقیقی برای ترور او انجام داده‌اند. کاستی‌های مهلک سریزاوا کامو، مانند اعتیاد به الکل و عدم کنترل نفس، باعث مرگ او شد.

## تشکیل میبو روشیگومی
ردپای سریزاوا کامو در سال ۱۸۶۳ (بونکیو ۳) آشکار می‌شود، زمانی که او به گروه روشیگومی پیوست، گروهی که به درخواست کیوکاوا هاچیرو برای محافظت از چهاردهمین شوگون از شوگون‌سالاری ادو، توکوگاوا ایه‌موچی، در راه کیوتو، به همراه همشهری‌اش نی‌ایمی نیشیکی و دیگران تشکیل شده بود.
با این حال، به محض ورود کامو سریزاوا به کیوتو، مشخص شد که هدف واقعی روشیگومی محافظت از توکوگاوا ایه‌موچی نیست، بلکه اجرای جنبش سوننو جوئی است و این گروه از هم پاشید. سریزاوا کامو، که به همراه گروهی به رهبری کوندو ایسامی در کیوتو باقی مانده بود، به قلمرو آیزو (استان فوکوشیما امروزی) پناه برد که به عنوان شوگوشوکو کیوتو (گروه محافظان کیوتو) عمل می‌کرد و بدین ترتیب میبو روشیگومی، پیش از شینسنگومی، متولد شد. 

### اعضای پایه‌گذار
جناح سریزاوا (گروه میتو):
1. کامو سریزاوا
2. گورو هیرایاما
3. نی‌ایمی نیشیکی
4. کنجی نوگوچی
5. جوسوکه هیراما

جناح کوندو (گروه شیئیکان):
1. ایسامی کوندو
2. توشیزو هیجیکاتا
3. هاجیمه سایتو
4. گنزابورو اینواوئه
5. سوجی اوکیتا
6. شینپاچی ناگاکورا
7. سانئوسوکه هارادا
8. هیسوکه تودو

جناح تونوئوچی:
- تونوئوچی یوشیئو (ترور)
- ایه‌ساتو تسوگوئو (خودکشی اجباری)
- آبیرو ایسابورو (مرگ در اثر بیماری)
- نه‌گیشی یوزان (ترک گروه بازگشت به ادو)

## پس از رسیدن به فرماندهی شینسنگومی
سریزاوا کامو به عنوان مدیر ارشد، شینسنگومی را در روزهای اولیه خود رهبری کرد.
در جریان گشت‌زنی در اوساکا، یک کشتی‌گیر سومو مست، راه شینسنگومی را سد کرد. سریزاوا تلاش‌های کوندو برای متوقف کردن او را بی‌اثر کرد و با یک ضربه شمشیر کشتی‌گیر را به دو نیم کرد. پس از آن، ۴۰ تا ۵۰ نفر از کشتی‌گیران دیگر برای تلافی حاضر شدند و نزاع بزرگی بین شینسنگومی و گروه طرفدار کشتی‌گیر سوموی مست درگرفت.
سریزاوا کامو آرامش فوق‌العاده‌ای داشت و حتی وقتی یک سامورایی از قلمرو آیزو به دلیل سوءتفاهم نیزه‌ای را به سمت او نشانه گرفت، کاملاً بی‌تفاوت ماند. در عوض، او از یک بادبزن آهنی که روی آن عبارت «سریزاوا کامو، میهن‌پرست وفادار» حک شده بود، استفاده کرد تا به آرامی نیزه را کنار بزند، بدون اینکه عقب‌نشینی کند. او مردی بود که هم در تحصیلات دانشگاهی و هم در هنرهای رزمی سرآمد بود، اما یک نقص مهلک داشت: او تمایل به مستی داشت و در حالت مستی رفتارش خشونت‌آمیز می‌شد.
شینپاچی ناگاکورا، که به عنوان رهبر واحد دوم شینسنگومی خدمت می‌کرد، خاطرات سریزاوا کامو را اینگونه تعریف کرد: «او حتی صبح‌ها بوی الکل می‌داد و به ندرت پیش می‌آمد که مست نباشد.» به عبارت دیگر، او همیشه مست بود. در نتیجه، او اغلب در مهمانی‌های مشروب‌خوری رفتار خشونت‌آمیزی داشت و رفتارهای خشونت‌آمیز او هنوز هم تا به امروز روایت می‌شود، مانند «حادثه سومیا در منطقه چراغ قرمز شیمابارا، کیوتو و مختل کردن کسب و کار آنها» و «کوتاه کردن موهای گیشا و خدمتکاران زن را که به درخواست‌های او عمل نمی‌کردند». غلاوه بر این، وقتی خشمش فوران کرد، نتوانست خود را کنترل کند و در ۱۲ اوت ۱۸۶۳ (بونکیو ۳)، حادثه‌ای را رقم زد که در آن یاماتویا، یک تجارتخانه نساجی، به آتش کشیده شد.
با این حال، شینسنگومی وظیفه داشت تا تحت سرپرستی خاندان آیزو، که به عنوان شوگوشوکو کیوتو (محافظ کیوتو) خدمت می‌کرد، صلح را در کیوتو حفظ کند. خاندان آیزو که نمی‌توانستند شاهد این اعمال بی نظم باشند، تصمیم گرفتند که سریزاوا کامو خطری برای خاندان است و دستور ترور او را به کوندو ایسامی را دادند.

## ترور
در ۱۶ سپتامبر ۱۸۶۳ (بونکیو ۳)، ضیافت بزرگی در «سومیا» در شیمابارا، کیوتو، منطقه‌ای با چراغ قرمز نزدیک به پادگان شینسنگومی در میبو (بخش ناکاگیو امروزی، شهر کیوتو)، با حضور ۵۵ عضو شینسنگومی برگزار شد. سریزاوا کامو حدود ساعت ۶ بعد از ظهر مهمانی را ترک کرد، اما توشیزو هیجیکاتا و دیگران به آنها پیوستند و ضیافت خصوصی ادامه یافت.
سریزاوا کامو حدود ساعت ۱۰ شب به پادگان بازگشت. نیمه شب، هیجیکاتا توشیزو ابتدا مخفیانه وارد شد و تأیید کرد که سریزاوا کامو خواب است. سپس، چهار یا پنج آدمکش وارد شدند و در حالی که سریزاوا کامو خواب بود، به او حمله کردند. سریزاوا کامو در مواجهه با جوخه ترور غیرمنتظره، واکیزاشی خود را از غلاف بیرون می‌کشد و به مبارزه می‌پردازد. او موفق می‌شود زخمی به اوکیتا سوجی وارد کند، اما او در حالت مستی است و مجبور می‌شود از خود در برابر تعداد زیاد قاتلان دفاع کند. پس از تحمل جراحات متعدد، هنگام فرار از ایوان به اتاق بعدی، می‌میرد.